# Kit

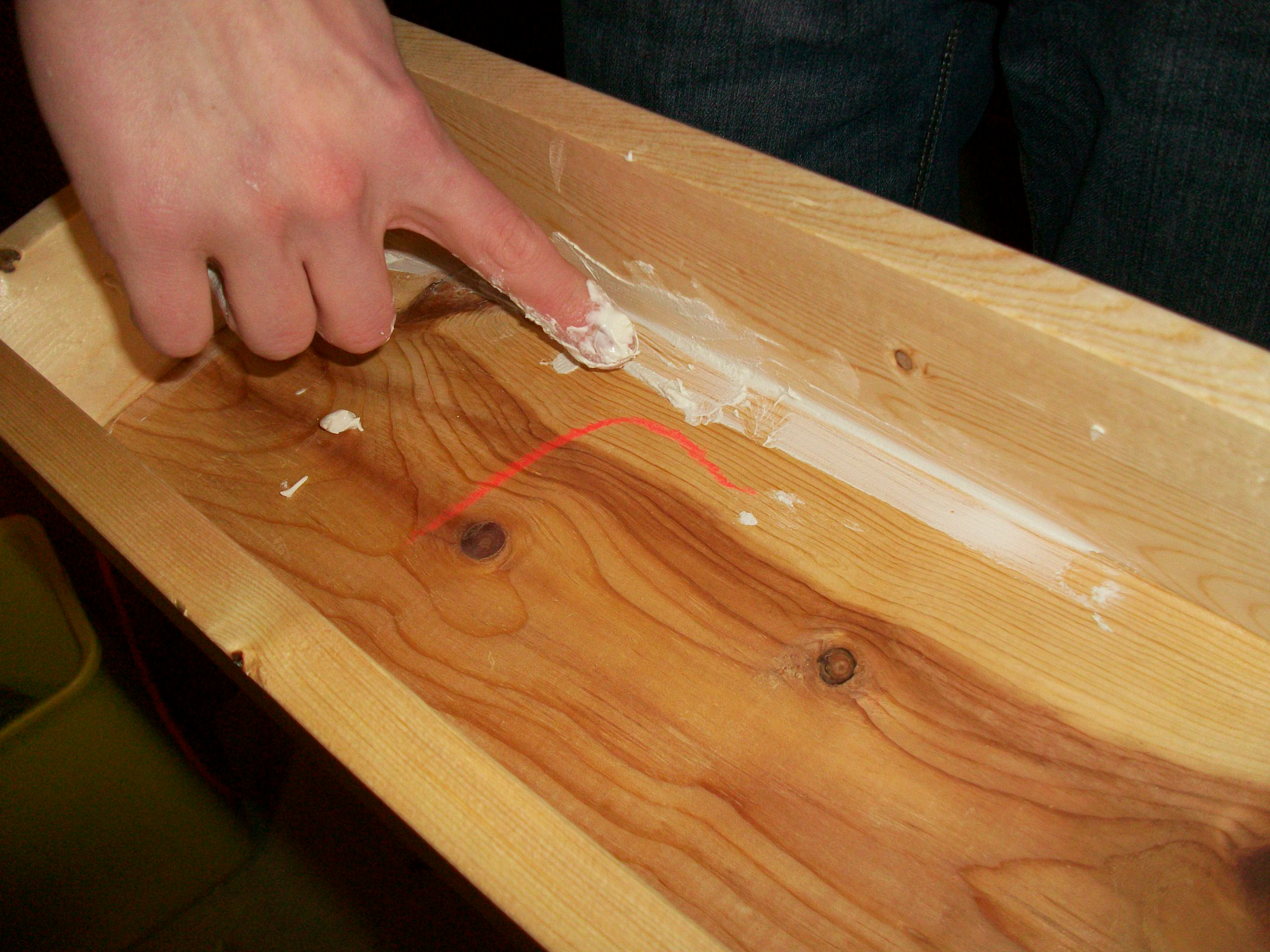
Nakładanie kitu

Kit - masa plastyczna, twardniejąca po pewnym czasie od użycia, stosowana do wypełniania szpar, szczelin, otworów, uszczelniania połączeń lub łączenia elementów.
Kity stanowią mieszaninę spoiwa, najczęściej syntetycznego i mączek mineralnych pełniących funkcję wypełniaczy.
Kity zwykle wykazują dużą odporność na wpływy środowiska. W zależności od składników kity mogą pod wpływem powietrza twardnieć lub pozostawać plastyczne. 

## Podział kitów
Kity dzielmy ze względu na:
- skład (np. kity pokostowe, kity miniowe),
- odporność (kity wodoszczelne, kwasoodporne, ogniotrwałe i in.),
- zastosowanie (kit szklarski, kit kamieniarski, kit do żelaza i in.)[3].

Typowym przykładem tradycyjnego kitu służącego do jednoczesnego łączenia i uszczelniania szyb z ramami okiennymi jest mieszanina pokostu i kredy, czyli tzw. kit szklarski. W przypadku ram metalowych kit okienny wzbogacany jest o dodatek minii ołowianej. Natomiast do łączenia szyb akwariowych stosowano kit robiony na gorąco z gliceryny i minii ołowianej. Z kolei kity bitumiczne są stosowane do wypełniania szczelin dylatacyjnych w długich budynkach oraz do wypełniania szczelin w drogach o nawierzchni utwardzonej.

## Przykłady kitów
- Kit kwasoodporny krzemianowy - mieszanina szkła wodnego oraz mączki kamiennej, służy do łączenia okładzin antykorozyjnych z podłożem[2].
- Kit syntetyczny - wytwarzany z polimeru termoplastycznego, żywicy i wypełniaczy, stosowany m.in. do naprawy elementów wykonanych z betonu[2].
- Kit szpachlowy - nakładany szpachlą pozwala uzyskać gładką powierzchnię[2].